# Выборгский ломбард
Выборгский ломбард — здание коммерческого назначения в Выборге, построенное в 1931 году по проекту архитектора У. В. Ульберга. Расположенный в центре города в начале Выборгской улицы четырёхэтажный дом в стиле функционализм включён в перечень памятников архитектуры.

## История
К началу 1930-х годов зодчий У. Ульберг сменил стилистику своих проектов. Если первоначально он был видным представителем национального романтизма, а в 1920-х годах работал в русле североевропейского неоклассицизма, то его поздним постройкам присущи черты функционализма, получившего повсеместное распространение в Финляндии. Первым значительным сооружением, построенным в этом стиле в Старом городе, стало здание старейшего выборгского ломбарда.

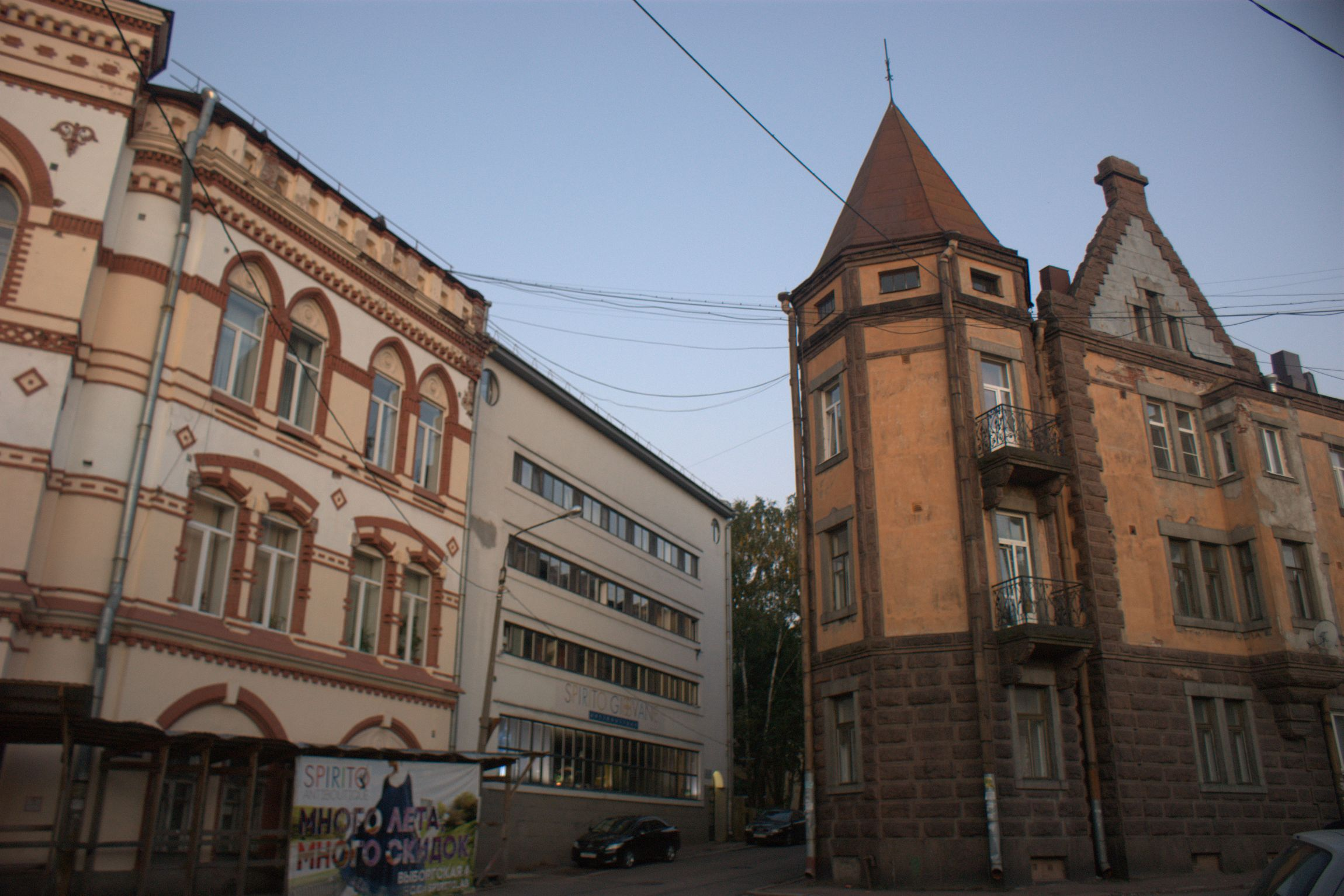
Модернистское здание в окружении построек конца XIX века

Возведённое в 1931 году четырёхэтажное белое здание с минималистичным декором фасада разительно отличается от соседних богато украшенных построек, относящихся к периоду историзма: таких, как дом консула Роте, здание таможни и пакгауза Выборгского морского порта и «Ведьмин дом». При его проектировании У. Ульберг исходил из отправных точек современной архитектуры, применив железобетонные столбы-опоры и ленточное остекление вдоль всего фасада благодаря каркасной конструкции здания. На первом этаже с облицованным гранитом цоколем находилась приёмная с раздельными входом и выходом, симметрично расположенными по краям фасада, а также административные помещения. На верхние этажи, отводившиеся под склад вещей, сданных на хранение, вели две лестницы с большим грузовым лифтом. Фасад, в целом лаконичный, несколько оживляется полуциркулярными завершениями дверных проёмов, которым соответствуют два круглых окна под самой крышей здания.
Городской ломбард, наряду с такими сооружениями, как библиотека Алвара Аалто, выборгский архив, музей изящных искусств, дом шведско-немецкого лютеранского прихода, здание компании «Саво-Карельская оптовая торговля» и здание страховой компании «Карьяла», стал ярким примером выборгского функционализма, получившего прозвище «Белый Выборг».

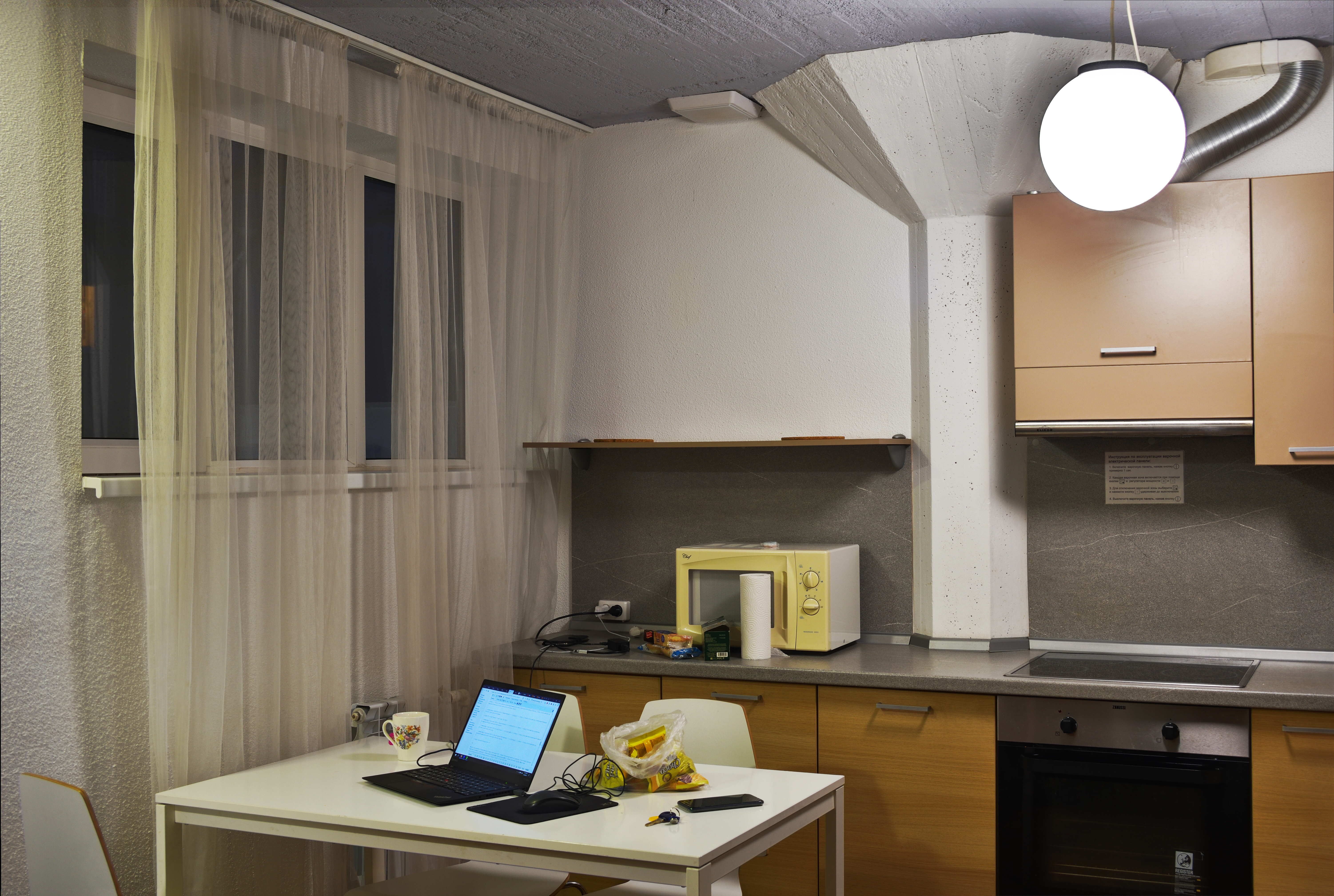
Железобетонная опора в современном интерьере хостела

В ходе советско-финских войн (1939—1944) было разрушено одно из зданий, примыкавших к ломбарду. А в помещениях бывшего ломбарда, перешедших в ведение министерства обороны, в советское время размещался военный склад с офицерскими квартирами. После распада СССР здание длительный период времени пустовало, но в 2006 году завершена реконструкция дома, который благодаря свободной планировке и отсутствию несущих стен удалось приспособить под размещение хостела и магазина.